# Електронна бібліотека
Електро́нна бібліоте́ка (англ. digital library) — розподілена інформаційна система, що дозволяє зберігати і використовувати різнорідні колекції електронних документів (текст, графіка, аудіо, відео і т.і.) завдяки глобальним мережам передачі даних в зручному, для кінцевого користувача, вигляді.

## Мета створення електронної бібліотеки
В публічних бібліотеках в основному працюють з документами, а не з інформацією. Тому така бібліотека не задовольняє в повній мірі вимоги інформаційного суспільства. Перелік і якість послуг, що надаються нею (публічною бібліотекою), відповідає інтересам лише незначної частини споживачів інформації. Але ця аудиторія читачів не належить до категорії осіб, котрі приймають рішення, які визначають шляхи розвитку суспільства.
Мета творення електронної бібліотеки полягає у:
- забезпеченні користувачів роботою з документами з обмеженим доступом (рідкісних і рукописних книг, фотоальбомів, дисертацій, архівів, яких немає у більшості бібліотек);
- забезпеченні доступу до інформації, що існує лише в електронній формі;
- наданню користувачам більш якісних можливостей роботи з електронними документами великих обсягів;
- інформаційному забезпеченні користувачів повнотекстовими базами даних у режимі теледоступу.

## Задачі електронної бібліотеки
Основні задачі електронної бібліотеки — інтеграція інформаційних ресурсів і ефективна навігація в них.
Інтеграція інформаційних ресурсів — це їхнє об'єднання з метою використання різної інформації зі збереженням її властивостей, особливостей представлення і можливостей її обробляти. Об'єднання ресурсів може відбуватися як фізично, так і віртуально. Але при цьому таке об'єднання повинно забезпечувати користувачу сприйняття необхідної інформації як єдиного інформаційного простору: електронна бібліотека повинна забезпечити роботу з базами даних і високу ефективність інформаційних пошуків.
Ефективна навігація в електронній бібліотеці — це можливість користувача знаходити інформацію, яка його цікавить, в усьому доступному інформаційному просторі з найбільшою повнотою і точністю при найменших витратах зусиль.

## Особливості електронної бібліотеки
1. Можливість введення чи видалення інформаційних об'єктів, їхньої інтеграції, реструктуризації та інші операції. Але ці можливості повинні поширюватися в основному на електронні документи, а не на інформацію, що міститься в них.

1. Наявність визначеної концепції формування інформаційного простору, доступного користувачу.
2. Можливість каталогізації об'єктів і різних їхніх об'єднань, що утворюють цей інформаційний простір.

## Функціональні можливості електронної бібліотеки
1. Навігація у всьому доступному інформаційному просторі — наочне надання користувачу логічної структури інформаційного простору, що організує всі інформаційні об'єкти системи, і засобів роботи з нею;
2. Лексичний пошук — інформаційний пошук за вільною лексикою національної мови і мов, що використовують латинський алфавіт. Пошук за лексикою національної мови повинен проводитися з врахуванням його граматичних особливостей. При формуванні пошукових запитів має допускатися застосування логічних операторів І, ЧИ, й операторів контекстної відстані, що враховують порядок застосування операндів;
3. Символьний пошук — різновид лексичного пошуку, де як лексична одиниця виступає певна послідовність допустимих символів;
4. Атрибутний пошук — інформаційний пошук об'єктів за значеннями їхніх характеристик. Для текстових об'єктів до таких характеристик можуть відноситися «автор», «назва», «місце видання», «дата видання» і т. ін. Атрибутний пошук повинен допускати використання логічних операторів І, АБО, а також можливість пошуку за значеннями двох і більше характеристик одночасно. Результатом лексичного, символьного чи атрибутного пошуку є сукупність інформаційних об'єктів, значення характеристик яких задовольняють умовам пошукового запиту. Результати пошуку мають допускати сортування за значеннями будь-якого поля, визначеного як ключове;
5. Перегляд змісту інформаційного об'єкта і його структури: послідовний (сторінка за сторінкою) і вибірковий (перехід на будь-яку задану сторінку чи на будь-який елемент об'єкта). При цьому структура і текст твору повинні бути синхронізовані: будь-яка зміна в структурі повинна викликати відповідну зміну в тексті, і навпаки;
6. Маніпулювання зі структурою інформаційного об'єкта, аналогічна роботі зі структурою всього інформаційного масиву;
7. Підтримка апарата гіпертекстових і гіпермедійних зв'язків, що забезпечує користувачу оперативний перехід від об'єкта чи деякого його елемента до іншого взаємозв'язаного з ним об'єкту чи елементу;
8. Протоколювання сеансу роботи користувача із системою з можливістю переходу в кожний з раніше існуючих станів системи;
9. Настроювання системи користувачем;
10. Установка закладок у тексті інформаційних об'єктів і можливість оперативного переходу на них;
11. Експорт інформації із системи з вказівкою на джерело.

## Оцифрування фондів

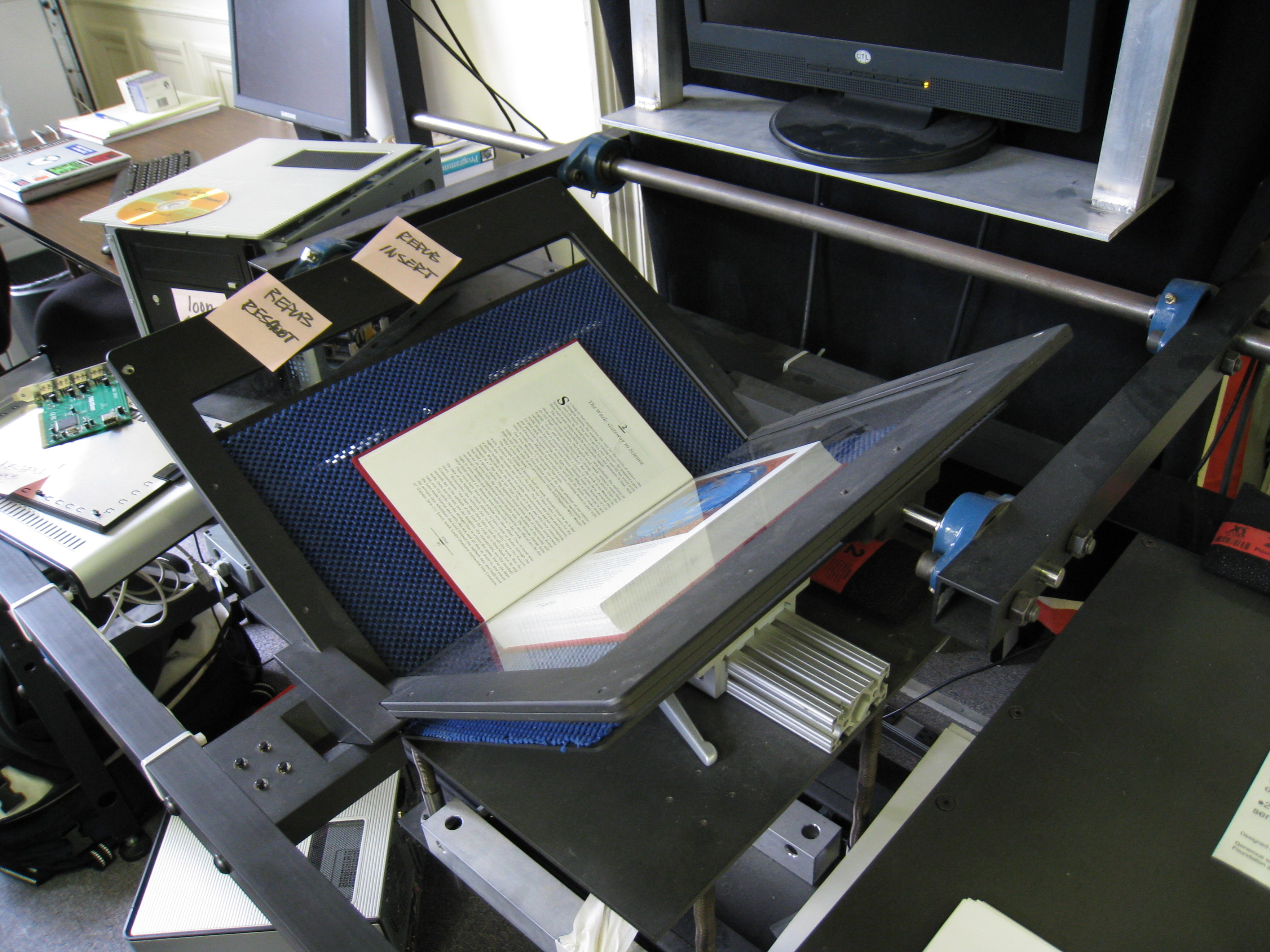
Книжковий сканер у штаб-квартирі Archiv Internet, Сан-Франциско

Сканування видань відбувається за допомогою планетарних чи роботизованих сканерів, які зазвичай обладнані цифровими фотокамерами високої роздільної здатності. Результатом сканування може бути як растрове зображення так і файли в яких зображення суміщено з текстом, що дозволяє можливість текстового пошуку (технологія оптичного розпізнавання літер OCR) разом зі збереженим оригінальнім виглядом документу.

## Формат публікацій
- TXT
- RTF
- DOC
- HTML
- PDF
- DjVu
- FB2
- JPEG
- GIF

## Перелік великих бібліотек

### Багатомовні бібліотеки

Логотип Europeana

- Europeana — європейська електронна бібліотека, відкрита у листопаді 2008 року, на той час у бібліотеці було 2 млн оцифрованих об'єктів, до 2010 року мало бути 6—10 млн об'єктів. Через велику кількість звернень (10 млн на годину) проєкт був закритий до середини грудня 2008 року[1].
- Вільна бібліотека Open Library  [Архівовано 26 лютого 2011 у Wayback Machine.] — проєкт некомерційної організації Internet Archive у співпраці з Open Content Alliance, станом на листопад 2008 року нараховує 1 млн 064 тис. 822 оцифровані книжки, запити необхідно робити латинською абеткою. Також з наданого Бостонською публічною бібліотекою списку книг можна вибрати таку, яка буде безкоштовно оцифрована. Internet Archiv підтримує також Million Book Project.
- Gallica [Архівовано 10 жовтня 2008 у Wayback Machine.] — одна з найбільших електронних бібліотек світу (з 2007 року збільшується на 100 000 назв у рік), її основу складають фонди Національної бібліотеки Франції. Багато вільних творів, переважно французькою, можна скачати у форматі PDF.
- пошук книг Google [Архівовано 22 травня 2011 у Wayback Machine.] — має значну кількість оцифрованих видань у вільному доступі (включно літературу українською), використовує фонди Мічиганського університету, з 2006 році у програму ввійшли такі бібліотеки: Оксфордський університет, Мадридський університет Комплутенсе, Національна бібліотека Каталонії, університетська бібліотека Лозанни, Гентський університет та університет Кейо у Японії. Через юридичні обмеження частина документів подається в обмеженому доступі (для користувачів за межами США, які визначаються за IP), проте всі документи у вільному доступі можна скачати у форматі PDF.
- Проєкт «Гутенберг» — найстаріша електронна бібліотека (вільні твори переважно німецькою, англійською).

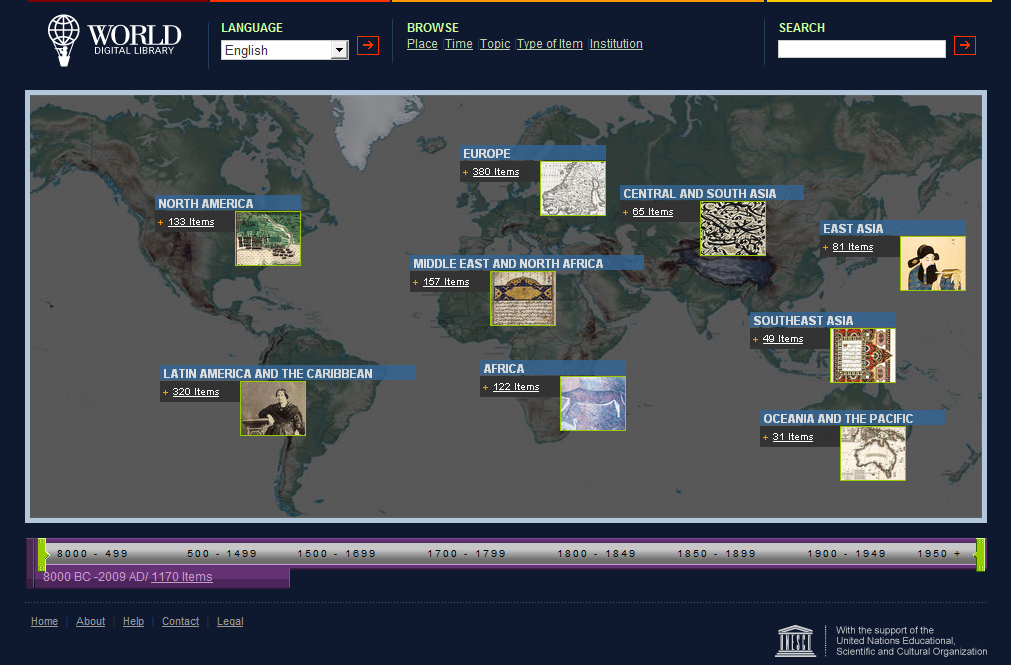
Домашня сторінка WDL

- Світова цифрова бібліотека (World Digital Library, WDL), у якій представлені об'єкти світової культури (за винятком об'єктів західної культури).[2]
- MDZ [Архівовано 13 червня 2016 у Wayback Machine.] та GDZ [Архівовано 16 лютого 2011 у Wayback Machine.]—німецькі регіональні центри оцифровування
- Austrian Newspaper Online [Архівовано 1 червня 2003 у Wayback Machine.] — архів історичної австрійської періодики (станом на липень 2008 р. — понад 4 млн оцифрованих сторінок)
- [Архівовано 22 лютого 2011 у Wayback Machine.] — найбільша збірка вільних наукових робіт та препринтів у світі, належить бібліотеці Корнельского університету, розмір—приблизно 500 тис. робіт
- International Music Score Library Project— бібліотека нотних матеріалів
- Велика онлайн бібліотека художньої літератури [Архівовано 28 жовтня 2012 у Wayback Machine.] — У бібліотеці презентовано близько 100 тисяч художніх творів у форматі fb2, txt і html. Простий у використанні, але потужний релевантний пошук. Персональний список рекомендованої літератури, створюється на основі порівнянні індивідуальних оцінок книг. Обговорення, коментарі, відгуки й враження про прочитані книги. Персональна книжкова полиця. Можливість завантажити всі книги із книжкової полиці одним архівом.
- Електронна бібліотека «Культура України» [Архівовано 23 квітня 2016 у Wayback Machine.]. Національна парламентська бібліотека України.
- Проєкт зі збереження інтелектуальної спадщини української еміграції «Diasporiana» [Архівовано 6 квітня 2016 у Wayback Machine.].
- eSSUIR — Електронний архів Сумського державного університету  [Архівовано 18 березня 2022 у Wayback Machine.] — Електронний архів Сумського державного університету, що накопичує, зберігає, розповсюджує та забезпечує довготривалий, постійний та надійний доступ до наукових досліджень професорсько-викладацького складу, співробітників та студентів Університету.
- eKMAIR — Електронний архів Національного університету «Києво-Могилянська академія» — Електронний архів Національного університету «Києво-Могилянська академія», що накопичує, зберігає, розповсюджує та забезпечує довготривалий, постійний та надійний доступ до наукових досліджень професорсько-викладацького складу, співробітників та студентів Університету.
- Електронний каталог бібліотеки Сумського державного університету — Електронний каталог бібліотеки Сумського державного університету відтворює увесь фонд бібліотеки, забезпечує оперативний пошук документів з метою їх подальшого замовлення та забезпечення on-line доступу до електронних копій документів в режимі віддаленого доступу через Інтернет.
- Електронна бібліотека Ротарі клубу «Ужгорода» [Архівовано 5 березня 2022 у Wayback Machine.] — Ресурс, який містить україномовну літературу наукового характеру (медицина, філологія, література, математика тощо)
- Електронна бібліотека Української академії банківської справи Національного банку України — Електронна бібліотека Української академії банківської справи Національного банку України містить журнали, монографії, наукові збірники, методичні матеріали та автореферати, простий та зрозумілий пошук документів on-line доступу через Інтернет.
- eUABIR - Інституційний репозитарій Української академії банківської справи Національного банку України[3], відкритий електронний архів, що накопичує, зберігає та надає вільний, довгостроковий та безкоштовний доступ до електронних версій наукових публікацій, науково-методичних та навчальних матеріалів, створених науковими працівниками, аспірантами та студентами академії.
- Інституційний репозитарій Вищого навчального закладу Укоопспілки «Полтавський університет економіки і торгівлі» [Архівовано 17 березня 2022 у Wayback Machine.]
- Електронний репозитарій Національного технічного університету «Харківський політехнічний інститут» (eNTUKhPIIR)
- Національна бібліотека України імені В. І. Вернадського